# Gyula Peidl
Gyula Peidl (1873 - 1943) foi primeiro-ministro e presidente interino da república soviética da Hungria em 1919.